# Musikåret 1958

## Händelser
- 15 januari – Samuel Barbers opera Vanessa har urpremiär på Metropolitan Opera i New York.
- 7 mars – Sångspelet Fridas visor, baserat på Birger Sjöbergs Fridas bok, har urpremiär på Blancheteatern[1].
- 11 mars – De svenska rocksångarna Little Gerhard och Rock-Ragge drar tusentals ungdomar till en rockgala i Eriksdalshallen i Stockholm, där tonårsflickorna är hysteriska och kastar upp klädesplagg på scen [2].
- 12 mars – André Claveaus låt Dors Mon Amour vinner årets upplaga av Eurovision Song Contest för Frankrike i Hilversum [3].
- 19 april – Tommy Steele uppträder i Kungliga Tennishallen i Stockholm. Han stannar en vecka och spelar på flera platser i Mellansverige.
- 4 juni – Filmen King Creole med Elvis Presley har premiär.
- 8 november – Birgit Nilsson och Elisabeth Söderström skriver kontrakt med Metropolitan–operan i New York [4].

## Priser och utmärkelser
- Stora Christ Johnson-priset – Ingvar Lidholm för Ritornell för orkester
- Mindre Christ Johnson-priset – Erland von Koch för Oxbergsvariationer för orkester
- Medaljen för tonkonstens främjande – Axel Malm och Gottfrid Berg
- Spelmannen – Sixten Ehrling och Göran Gentele

## Årets album
Vänligen sortera soloartister på efternamn, musikgrupper på förstabokstaven (utan engelskans "The" och "A")
- Alice Babs & Ulrik Neumann – When the Children Are Asleep…
- Chuck Berry – One Dozen Berrys
- Ornette Coleman – Something Else!!!! (debut)
- John Coltrane – Jazz Way Out
- John Coltrane – John Coltrane with the Red Garland Trio
- John Coltrane – Soultrane
- John Coltrane – Tanganyika Strut
- Bo Diddley – Bo Diddley
- The Everly Brothers – The Everly Brothers
- The Everly Brothers – Songs Our Daddy Taught Us
- Ella Fitzgerald – Ella at the Opera House
- Ella Fitzgerald – Ella Fitzgerald Sings the Irving Berlin Songbook
- Ella Fitzgerald – Ella Swings Lightly
- Lars Gullin – The Artistry of Lars Gullin
- Billie Holiday – All or Nothing at All
- Billie Holiday – Lady in Satin
- Billie Holiday – Stay with Me
- Ricky Nelson – Ricky Nelson
- Nina Simone – Little Girl Blue
- Monica Zetterlund – Swedish Sensation (debut)

## Årets singlar & hitlåtar
Vänligen sortera soloartister på efternamn, musikgrupper på förstabokstaven (utan engelskans "The" och "A")
- Eddie Cochran – Summertime Blues
- Ornette Coleman – Something Else!!!!
- The Crickets – Think It Over
- The Everly Brothers – All I Have to Do Is Dream, Bird Dog och Problems
- Buddy Holly – Rave On
- The Kingston Trio – Tom Dooley
- Lars Lönndahl – Piccolissima Serenata, Volare (i det blå) och Tulpaner från Amsterdam
- Ricky Nelson – Stood Up, Poor Little Fool och Lonesome Town
- Elvis Presley – Don't / I Beg Of You
- Elvis Presley – Wear My Ring Around Your Neck / Doncha' Think It's Time
- Elvis Presley – Hard Headed Woman / Don't Ask Me Why
- Elvis Presley – One Night / I Got Stung
- Frank Sinatra – Witchcraft

## Födda
- 12 januari – Leif Nystén, finlandssvensk musikvetare, musikjournalist och musikadministratör.
- 8 februari – Paul Barker, amerikansk musiker, medlem i Ministry.
- 15 februari – Christian Lindberg, svensk trombonist, dirigent och tonsättare.
- 16 februari – Ice-T, eg. Tracy Marrow, amerikansk skådespelare, författare och Rap-artist.
- 24 februari – Plastic Bertrand, eg. Roger Jouret, belgisk sångare.
- 25 februari – Anna Cederberg-Orreteg, svensk tonsättare, pianist, sångare och kördirigent.
- 3 mars – Peter Hansen, svensk tonsättare.
- 4 mars – Hans Åkerhjelm, svensk kompositör.
- 8 mars – Gary Numan, brittisk sångare, musiker och låtskrivare.
- 9 mars – Martin Fry, brittisk sångare och låtskrivare i gruppen ABC.
- 28 mars – Elisabeth Andreassen, norsk/svensk musiker.
- 8 april – Rikard Wolff, svensk skådespelare och musiker.
- 11 april – Stuart Adamson, gitarrist, sångare och låtskrivare i Skids och Big Country
- 12 april – Will Sergeant, brittisk gitarrist i gruppen Echo & the Bunnymen
- 18 april – Les Pattinson brittisk basist i gruppen Echo & the Bunnymen.
- 19 april – Olle Persson, svensk opera- och konsertsångare (baryton).
- 25 maj – Paul Weller, brittisk sångare, musiker och låtskrivare, tidigare medlem av The Jam och The Style Council.
- 30 maj – Marie Fredriksson, svensk artist.
- 7 juni – Prince, eg Prince Rogers Nelson, amerikansk sångare, låtskrivare, artist.
- 21 juni – Jennifer Larmore, amerikansk operasångare (mezzosopran).
- 27 juni – Magnus Lindberg, finländsk tonsättare.
- 20 juli – Michael MacNeil, skotsk keyboardist i Simple Minds
- 25 juli – Niklas Strömstedt, svensk sångare och låtskrivare.
- 30 juli – Kate Bush, brittisk sångerska.
- 7 augusti – Bruce Dickinson, brittisk sångare i Iron Maiden.
- 16 augusti – Madonna, amerikansk sångerska och skådespelare.
- 29 augusti – Michael Jackson, amerikansk sångare och låtskrivare.
- 14 september – Ingvar Karkoff, svensk tonsättare och arrangör.
- 19 september – Lita Ford, amerikansk sångerska.
- 22 september – Andrea Bocelli, italiensk sångare, tenor.
- 22 september – Joan Jett, amerikansk gitarrist, sångerska och skådespelare.
- 8 oktober – Al Jourgensen, amerikansk musiker.
- 10 oktober – Tanya Tucker, amerikansk countrysångerska.
- 23 oktober – Peter LeMarc, svensk sångare och låtskrivare.
- 27 oktober – Simon Le Bon, brittisk sångare i Duran Duran.
- 29 november – Orup, svensk sångare.
- 11 december – Nikki Sixx, amerikansk basist och låtskrivare i Mötley Crüe, Brides of Destructiion och Sixx: A.M.
- 20 december – Billy Bragg, brittisk sångare och kompositör.
- 23 december – Victoria Williams, sångerska.

## Avlidna
- 27 januari – Eric Laurent, 63, svensk skådespelare och sångare.
- 23 februari – Wilhelm Haquinius, 72, svensk skådespelare, hovklockare och sångare.
- 27 februari – Josef Norman, 73, svensk operettsångare och skådespelare.
- 28 mars – W.C. Handy, 84, amerikansk blueskompositör.
- 23 juni – Armas Järnefelt, 88, finländsk tonsättare och dirigent.
- 1 augusti – Charles White, 62, svensk musiker och skådespelare.
- 26 augusti – Ralph Vaughan Williams, 85, brittisk tonsättare och dirigent.
- 20 december – James Westheimer, 74, svensk operasångare och skådespelare.

### Fotnoter
1. ↑  Kungliga Teatern i Stockholm: Repertoar 1773-1973, s. 43. Operan 1974.
2. ↑  20:e århundrades När Var Hur - 1958, Bernt Himmelstedt, Forum, 1999
3. ↑  Poplight - Eurovision Song Contest Arkiverad 2 februari 2017 hämtat från the Wayback Machine..
4. ↑  100 år med Aftonbladet – 1958, 1999